# (488447) 2016 YU9
(488447) 2016 YU9 es un asteroide perteneciente al cinturón de asteroides, descubierto el 29 de septiembre de 2005 por el equipo del Mount Lemmon Survey desde el Observatorio del Monte Lemmon, Arizona, Estados Unidos.

## Designación y nombre
Designado provisionalmente como 2016 YU9.

## Características orbitales
2016 YU9 está situado a una distancia media del Sol de 2,345 ua, pudiendo alejarse hasta 2,790 ua y acercarse hasta 1,900 ua. Su excentricidad es 0,189 y la inclinación orbital 5,196 grados. Emplea 1311,84 días en completar una órbita alrededor del Sol.

## Características físicas
La magnitud absoluta de 2016 YU9 es 17,6.